# Palais Leuchtenberg (Peterhof)
Pour les articles homonymes, voir Palais Leuchtenberg.
Le palais Leuchtenberg est un palais de style néoclassique situé à côté de Peterhof, près de Saint-Pétersbourg.

## Historique
Ce palais a été construit comme résidence d'été par Andreï Stackenschneider (1802-1865) pour le duc et la duchesse Maximilien  de Leuchtenberg, née Marie Nikolaïevna de Russie, fille du tsar Nicolas Ier.
Stackenscheider est aussi l'auteur du Palais Marie, longtemps demeure principale des Leuchtenberg et aujourd'hui siège du conseil municipal de Saint-Pétersbourg.
Le Palais Leuchtenberg se trouve au nord-ouest du parc de Serguievka qui l'entoure et qui faisait partie des domaines des Leuchtenberg. Aujourd'hui, l'institut de biologie de l'Université d'État de Saint-Pétersbourg occupe le palais et ses dépendances.

## Source
- (ru) Cet article est partiellement ou en totalité issu de l’article de Wikipédia en russe intitulé « Дворец Лейхтенбергских » (voir la liste des auteurs).